# Dromaius baudinianus
El emú de la isla Canguro o emú enano (Dromaius baudinianus) es un miembro extinto de la familia de las aves Dromaiidae; su territorio estaba limitado a la isla Canguro, al sur de Australia, que era conocida como Ile Decrés por los miembros de la expedición Baudin. Se diferencia del emú continental principalmente en su tamaño menor. La especie se extinguió aproximadamente en 1827.

## Historia

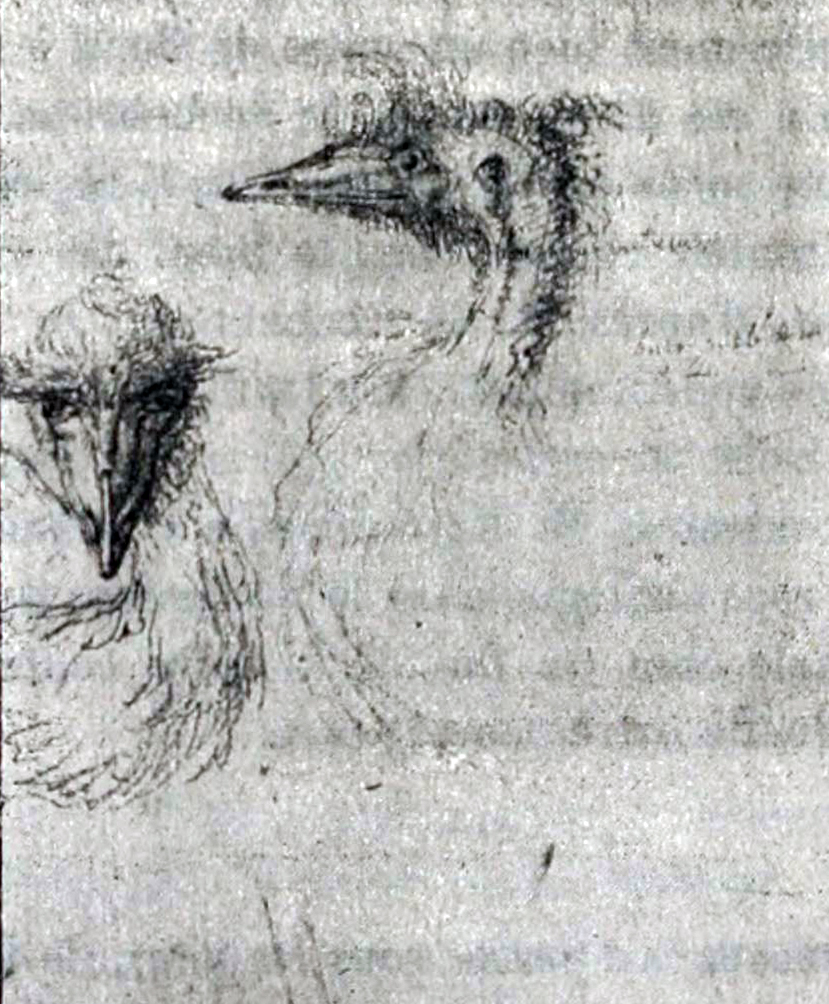
Dibujos hechos por Lessueur de los emús de la isla Canguro

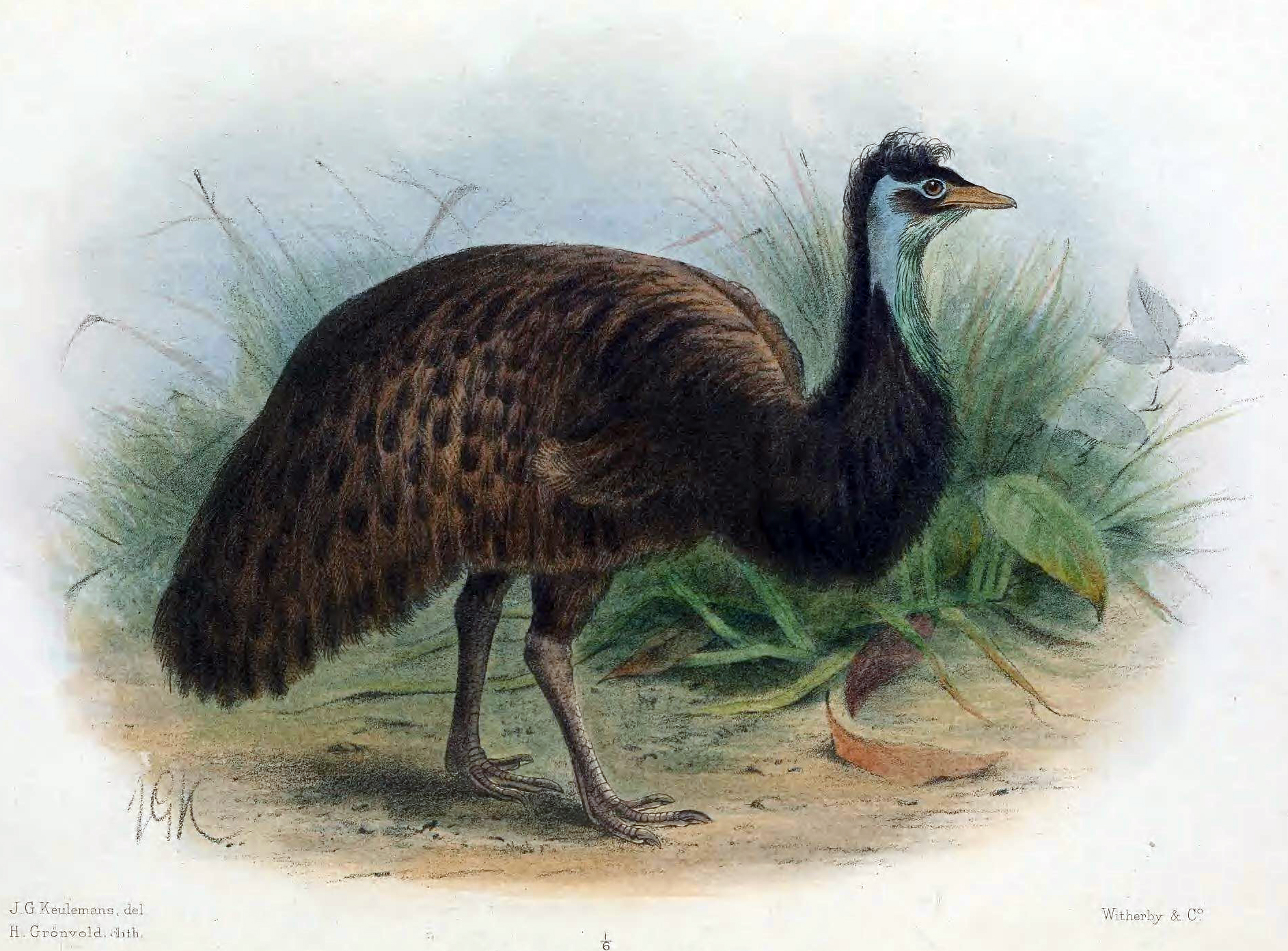
Restauración de un D. parvulus, ahora un sinónimo de D. baudinianus, por Keulemans y Henrik Grönvold

Fue descubierto en 1802 por Matthew Flinders e informó que parecía ser bastante común alrededor de Nepean Bay. Los primeros huesos de la especie fueron descubiertos en 1903 en The Brecknells, unas colinas arenosas al este de Cabo Gantheaume. Inicialmente hubo bastante confusión con respecto a la taxonomía y origen geográfico del emú de la isla Canguro, particularmente en cuanto a su relación con el emú de la Isla King, el cual también fue transportado a Francia como parte de la misma expedición. Las bitácoras de la expedición no explicaban claramente cuándo y dónde fueron recolectados los especímenes del emú enano. Esto condujo a que ambos taxones fueran interpretados como uno solo, y que se creyera que eran originarios de la isla King. Descubrimientos más recientes de materiales subfosilizados y los subsecuentes estudios con respecto a ambos emús confirman un origen geográfico diferente y diferente morfología. Debido a esta confusión, debió esperar hasta 1984 para recibir su actual nombre binomial, luego de una revisión de las especies extintas de emús hecha por Shane A. Parker. Parker basó su estudio en un espécimen subfósil de la Isla Canguro, de Australia del sur. El espécimen SAM B689Ib, un tarsometatarso izquierdo, es el holotipo.
La especie es conocida sólo a través de los relatos históricos de algunos observadores y huesos, incluyendo algunos grupos de huesos depositados en el museo de Australia del sur. Una piel montada en un armazón en el Museo de Historia Natural de Ginebra, en Suiza, es a veces identificada como perteneciente a un Emú de la Isla Canguro, pero podría tratarse de un espécimen joven de Emú continental; su esqueleto se puede ver en el Museo Nacional de Historia Natural de Francia.
Se cree que este pequeño emú vivía en el interior de la selva.
Se ha atribuido la extinción de la especie a la depredación por cacería y a la destrucción de su hábitat por los incendios destinados a limpiar terreno para la agricultura.